# خيران (سنحان)

تعديل مصدري - تعديل

خيران هي إحدى قرى عزلة خمس الوادي الأوسط بمديرية سنحان وبني بهلول التابعة لمحافظة صنعاء، بلغ تعداد سكانها 1611 نسمة حسب تعداد اليمن لعام 2004.